# Brownlowia elata
Brownlowia elata är en malvaväxtart som beskrevs av William Roxburgh. Brownlowia elata ingår i släktet Brownlowia och familjen malvaväxter. Inga underarter finns listade i Catalogue of Life.